# 亞洲商業銀行
亞洲商業股份銀行是越南私营股份制商业银行，總部位於胡志明市。2020年12月9日在胡志明市证券交易所上市。

## 历史
成立於1993年6月。截至2007年9月30日，該銀行在全國共有121間分行（70間位於胡志明市，25間位於越南北部，10間位於越南中部，6間位於湄公河三角洲，10間位於越南東部），員工合共4081人（當中93%為大學學歷以上）。主要業務包括：越南盾、黃金及外幣的儲蓄、借貸、投資及買賣、付款服務、保險箱、匯款及信用卡。該銀行所針對的客戶主要為個體客戶及中小企業。

## 外部連結
- 官方網站 （页面存档备份，存于）（越南文）
- 官方網站 （页面存档备份，存于）（英文）